# Clement Lindley Wragge
Clement Lindley Wragge (Stourbridge, 18 settembre 1852 – Birkenhead, 10 dicembre 1922) è stato un meteorologo britannico divenuto celebre per essere stato il primo a dare nomi di persona ai cicloni tropicali.

## Biografia
Dopo la formazione come giurista Wragge divenne meteorologo, vinse la medaglia d'oro della Scottish Meteorological Society. 
Fece numerosissimi viaggi e in età avanzata divenne un affermato esperto dell'Australia, India e isole del Pacifico.